# Peter Hinwood
Peter Hinwood (17 maggio 1946) è un attore britannico, noto soprattutto per la sua partecipazione al film The Rocky Horror Picture Show, nel ruolo della "creatura".

## Biografia
Hinwood ha avuto una breve carriera cinematografica: prima di The Rocky Horror Picture Show recitò nel ruolo del dio Hermes nell'Odissea, e nel ruolo di Guy in Tam Lin. 
Dopo il ruolo di Rocky, Peter Hinwood si ritirò dal mondo dello spettacolo e si mise a gestire un negozio di antiquariato in Inghilterra.